# Charles Paul Landon
Charles Paul Landon (* 12. Oktober 1760 in Nonant-le-Pin, heute im Département Orne; † 5. März 1826 in Paris) war ein französischer Maler und Kunsthistoriker.

## Leben und Werk

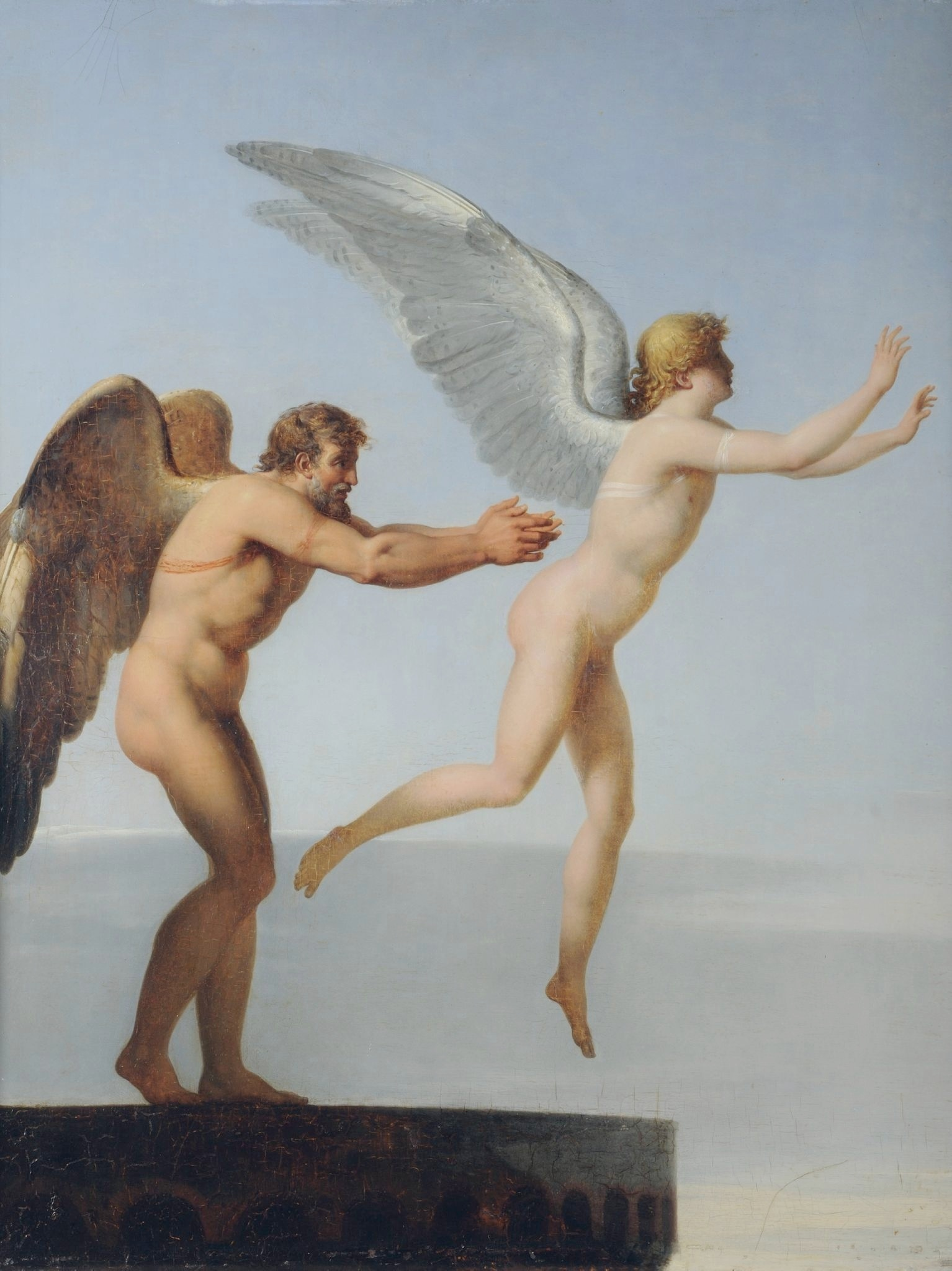
Dädalus und Ikarus (Dédale et Icare), Öl auf Leinwand, 1799. Alençon, Musée des Beaux-Arts et de la Dentelle

Landon erhielt, ursprünglich von seinen Eltern für den geistlichen Stand bestimmt, eine sehr gute Erziehung und kam 1785 nach Paris, wo er sich der Malerei zuwendete. In dieser Disziplin hatte er zuerst François-André Vincent, dann Jean-Baptiste Regnault zum Lehrer, in dessen Kunstweise er sich vollkommen einlebte; selbst in der Wahl der Stoffe war er von Regnault beeinflusst. Sichtbar ist die Ähnlichkeit mit dem Stil Regnaults etwa bei seinem Portrait du comte Pierre-Jean de Bourcet et de sa famille (1791, Grenoble, Musée des Beaux-Arts). Er wurde Lehrer der Herzöge von Berry und Angoulême. 1791, bald nach Ausbruch der Französischen Revolution, begann er seine Gemälde im Pariser Salon auszustellen, welche Praxis er bis 1812 beibehielt. 1792 gewann er mit dem Werk Eléazar préfère la mort au crime de violer la loi en mangeant des viandes défendues  den Prix de Rome, konnte aber aufgrund fehlender staatlicher Mittel den damit verbundenen fünfjährigen Aufenthalt in Rom nicht antreten.
Sein preisgekröntes Bild Dédale et Icare (Dädalus und Ikarus) stellte Landon im Salon von 1799 aus; es wurde zunächst in der Galerie des Luxembourg aufbewahrt und später in das Musée des Beaux-Arts et de la Dentelle in Alençon überführt. 1801 entstand Le Bain de Virginie (Das Bad der Virginia) mit lebensgroßen Figuren, welches Werk sich ebenso wie seine auch im Salon von 1801 gezeigte Enfance de Paul et Virginie (Kindheit von Paul und Virginie) im gleichen Museum Alençons befindet. Dem Jahr 1806 gehört Léda, Pollux et Hélène (Leda, Pollux und Helena; Nationalmuseum des Schlosses Fontainebleau), dem Jahr 1810 Vénus et l’Amour (Venus und Amor; Nizza, Musée des Beaux-Arts) an. 1812 wurde Landon mit der Fertigung des Gemäldes Saint-Louis rétablit les tombeaux des rois für die Sakristei der Abtei von Saint-Denis  beauftragt. Weitere von Landon geschaffene Bilder sind u. a. Allégorie de la Peinture et de la Poésie (Allegorie der Malerei und Poetik; Agen, Musée des Beaux-Arts) sowie Portrait de femme (Porträt einer Frau, 1793; Grenoble, Musée des Beaux-Arts).
Zusammen mit Lavallée und Villeterque war Landon Mitarbeiter des Journal des arts, des sciences et de la littérature. Ferner war er Miteigentümer der Gazette de France, in der er lange Zeit hindurch über Kunstausstellungen berichtete. 1813 wurde er korrespondierendes Mitglied er Académie des Beaux-Arts. Nachdem Charles Ferdinand d’Artois, Herzog von Berry, aus der Emigration zurückgekehrt war, bestellte er Landon 1814 zum Kabinettsmaler, doch ging Landon nun dieser künstlerischen Disziplin nicht mehr nach. 1815 wurde er zum Ritter der Ehrenlegion gemacht und 1816 aufgrund seiner ausgezeichneten Kenntnisse zum Konservator der Gemälde des Pariser Louvre ernannt, welche Funktion er auf Lebenszeit versah.
Mehr als durch seine Malerei machte sich Landon als Kunstkritiker, Herausgeber kunsthistorischer Werke sowie durch zahlreiche Veröffentlichungen über französische Museen und Salons seiner Zeit einen berühmten Namen. Seine Schriften sollten u. a. die Kenntnis über antike und neuere Kunstwerke verbreiten helfen und sind noch heute bedeutsam. Zwar sind sie in der Genauigkeit biographischer Einzelheiten unzuverlässig, aber durch die vielen Abbildungen, die sie von Kunstwerken aller Zeiten liefern, für Künstler seiner und späterer Zeit interessant. Ch. Normand, Éléonore Lingée u. a. stachen unter seiner Leitung die vielen Umrisszeichnungen zur Illustration seiner kunsthistorischen Werke. Neben seinen vielbändigen Annales du Musée et de l’école moderne des beaux-arts, in denen von antiken und modernen Künstlern geschaffene und in französischen Museen ausgestellte Werke der Architektur, Malerei und Skulptur dargestellt und kurz kommentiert sind, ist auch die Stiche von Meisterwerken und Lebensbeschreibungen berühmter Künstler enthaltende Schrift Vies et œuvres des peintres les plus célèbres de toutes les écoles besonders bedeutsam.
Landon starb 1826 im Alter von 65 Jahren in Paris. Sein Sohn Charles Henri (* 1791; † 1860) war als Architekt, seine Tochter Marie-Pauline, verheiratete Soyer (* 1786; † 1871), als Graveurin tätig.

## Veröffentlichungen
Zu den von Landon herausgegebenen Schriften zählen u. a.:
- Annales du Musée et de l’école moderne des beaux-arts (17 Bände., Paris 1801–1808, uni-heidelberg.de);[1] 2., nach Landons Tod von Fabien Pillet fortgesetzte Auflage in 25 Bänden, 1824–1835; dt. 7 Bände, Basel 1804–1809.
- Nouvelles des arts, peinture, sculpture, architecture et gravure (3 Bände, Paris 1802–1803).
- Vies et œuvres des peintres les plus célèbres de toutes les écoles (25 Bände, Paris 1803–1825).
- Almanach des arts, peinture, sculpture, architecture et gravure, pour les années XIII et XIV (2 Bände, Paris 1803–1804).
- Choix de tableaux, statues et autres objets d’art conquis par les armées françaises en 1805 et 1806 (4 Bände, Paris 1805–1810).
- Paysages et tableaux de genre du Musée Napoléon (4 Bände, Paris 1805–1808).
- Galerie historique des hommes les plus célèbres de toutes les siècles et de toutes nations (13 Bände, Paris 1805–1809; neuere Ausgabe 1811).
- Descriptions de Paris et de ses édifices (2 Bände, Paris 1806–1809; 2. Auflage 1818).
- Salons de 1808–1824 (13 Bände, uni-heidelberg.de).
- Les amours de Psyche et de Cupidon (Übersetzung des Apuleius von Feuillet, mit 32 Tafeln nach Raffael, Paris 1809).
- Le saint évangile (mit 51 Tafeln nach Raffael, Domenichino, Poussin und Albani).
- Description de Londres et des ses édifices (Paris 1810, mit 42 Tafeln).
- Galerie Giustiniani (Paris 1812).
- Atlas du Musée, ou catalogue figuré des tableaux et statues (Paris 1814 ff.).
- Galerie de M. Massias, ancien résident de France à Carlsruhe (Paris 1815)
- Numismatique du voyage du jeune Anacharsis, ou médailles des beaux temps de la Grèce (2 Bände, Paris 1818).
- Choix de tableaux et de statues des plus célèbres musées et cabinets étrangers (12 Bände, Paris 1821 ff.).